# Kabwe
Kabwe (do 1966 Broken Hill) – miasto w Zambii, ośrodek administracyjny Prowincji Centralnej, przy linii kolejowej Lusaka-Ndola. Około 255 tys. mieszkańców. Czwarte co do wielkości miasto kraju. Znajduje się tu duża kopalnia ołowiu i miedzi. W mieście funkcjonuje port lotniczy Kabwe-Miliken.